# Anticyclogénèse
L'anticyclogénèse ou anticyclogenèse est l'apparition et le développement d'une circulation anticyclonique ou anticyclone dans la troposphère. Elle se forme à partir d'une crête barométrique de surface, ou dorsale, lorsque de la subsidence d'air se produit à l'échelle synoptique derrière une dépression. La cyclogénèse est le processus équivalent mais pour les dépressions alors que l'anticyclolyse est le processus d'affaiblissement ou d'arrêt d'une circulation anticyclonique.

## Description

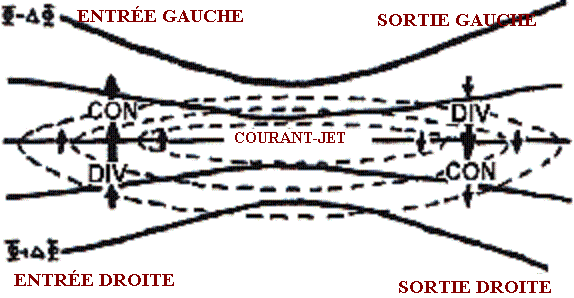
L'air converge (CON) ou diverge (DIV) aux entrées et sorties du courant-jet

Les anticyclones se forment en raison du mouvement descendant à travers la troposphère, la couche atmosphérique où se produisent les phénomènes météorologiques. Les zones préférées à l'échelle synoptique dans les niveaux supérieurs de la troposphère se trouvent sous le côté ouest d'un creux barométrique d'altitude. Sur une carte météorologique en altitude (généralement à 500 hPa, ces zones montrent des vents convergents (isotaches confluentes) ce qui force la descente d'air vers le sol et augmente la pression en surface où l'air diverge.